# Segunda División 2023/24
Die Segunda División 2023/24 (durch Sponsoring offiziell LaLiga Hypermotion) war die 93. Saison der zweiten spanischen Liga. Sie begann am 11. August 2023 und endete am 2. Juni 2024.
Am 26. Spieltag wurde in elf Spielen kein einziges Auswärtstor erzielt, was ein globaler Rekord ist.

## Modus
Während der Saison trafen 22 Mannschaften an 42 Spieltagen jeweils zweimal aufeinander. Die zwei besten Mannschaften stiegen direkt in die Primera División auf. Die Teams auf den Plätzen drei bis sechs ermittelten in den Play-offs einen dritten Aufsteiger, wohingegen die letzten vier Vereine abstiegen.
Bei Punktgleichheit zählt der direkte Vergleich zwischen den beteiligten Mannschaften.

## Teams
In der Saison 2023/24 spielen folgende 22 Mannschaften in der Segunda División:
| Verein             | Stadt                  | Stadion                               | Kapazität |
| ------------------ | ---------------------- | ------------------------------------- | --------- |
| Albacete Balompié  | Albacete               | Estadio Carlos Belmonte               | 17.300    |
| AD Alcorcón        | Alcorcón               | Estadio Municipal de Santo Domingo    | 05.400    |
| SD Amorebieta      | Amorebieta-Etxano      | Instalaciones de Lezama               | 03.200    |
| FC Andorra         | Andorra la Vella       | Estadi Nacional                       | 03.306    |
| Espanyol Barcelona | Cornellà de Llobregat  | Stage Front Stadium                   | 40.500    |
| Burgos CF          | Burgos                 | Estadio Municipal de El Plantío       | 12.194    |
| FC Cartagena       | Cartagena              | Estadio Cartagonova                   | 15.105    |
| SD Eibar           | Eibar                  | Estadio Municipal de Ipurua           | 07.083    |
| FC Elche           | Elche                  | Estadio Manuel Martínez Valero        | 36.017    |
| CD Eldense         | Elda                   | Estadio Municipal Nuevo Pepico Amat   | 04.036    |
| Racing de Ferrol   | Ferrol                 | Estadio Municipal de A Malata         | 12.043    |
| Sporting Gijón     | Gijón                  | Estadio Municipal El Molinón          | 30.000    |
| SD Huesca          | Huesca                 | Estadio El Alcoraz                    | 08.000    |
| CD Leganés         | Leganés                | Estadio Municipal de Butarque         | 12.450    |
| UD Levante         | Valencia               | Estadio Ciudad de Valencia            | 26.354    |
| CD Mirandés        | Miranda de Ebro        | Estadio Municipal de Anduva           | 05.759    |
| Real Oviedo        | Oviedo                 | Estadio Nuevo Carlos Tartiere         | 30.500    |
| Racing Santander   | Santander              | Campos de Sport de El Sardinero       | 22.222    |
| Real Saragossa     | Saragossa              | Estadio La Romareda                   | 33.608    |
| CD Teneriffa       | Santa Cruz de Tenerife | Estadio Heliodoro Rodríguez López     | 22.824    |
| Real Valladolid    | Valladolid             | Nuevo Estadio Municipal José Zorrilla | 27.618    |
| FC Villarreal B    | Villarreal             | Estadio de la Cerámica                | 23.500    |

## Abschlusstabelle
| Pl.             | Verein                 | Sp. | S  | U  | N  | Tore    | Diff. | Punkte |
| --------------- | ---------------------- | --- | -- | -- | -- | ------- | ----- | ------ |
| 1.              | CD Leganés             | 42  | 20 | 14 | 8  | 056:270 | +29   | 74     |
| 2.              | Real Valladolid (A)    | 42  | 21 | 9  | 12 | 051:360 | +15   | 72     |
| 3.              | SD Eibar               | 42  | 21 | 8  | 13 | 072:480 | +24   | 71     |
| 4.              | Espanyol Barcelona (A) | 42  | 17 | 18 | 7  | 059:400 | +19   | 69     |
| 5.              | Sporting Gijón         | 42  | 18 | 11 | 13 | 051:420 | +9    | 65     |
| 6.              | Real Oviedo            | 42  | 17 | 13 | 12 | 055:390 | +16   | 64     |
| 7.              | Racing Santander       | 42  | 18 | 10 | 14 | 063:550 | +8    | 64     |
| 8.              | UD Levante             | 42  | 13 | 20 | 9  | 049:450 | +4    | 59     |
| 9.              | Burgos CF              | 42  | 16 | 11 | 15 | 052:540 | −2    | 59     |
| 10.             | Racing de Ferrol (N)   | 42  | 15 | 14 | 13 | 049:520 | −3    | 59     |
| 11.             | FC Elche (A)           | 42  | 16 | 11 | 15 | 043:460 | −3    | 59     |
| 12.             | CD Teneriffa           | 42  | 15 | 11 | 16 | 038:410 | −3    | 56     |
| 13.             | Albacete Balompié      | 42  | 12 | 15 | 15 | 050:560 | −6    | 51     |
| 14.             | FC Cartagena           | 42  | 14 | 9  | 19 | 037:510 | −14   | 51     |
| 15.             | Real Saragossa         | 42  | 12 | 15 | 15 | 042:420 | ±0    | 51     |
| 16.             | CD Eldense (N)         | 42  | 12 | 14 | 16 | 046:560 | −10   | 50     |
| 17.             | SD Huesca              | 42  | 11 | 16 | 15 | 036:330 | +3    | 49     |
| 18.             | CD Mirandés            | 42  | 12 | 13 | 17 | 047:550 | −8    | 49     |
| 19.             | SD Amorebieta (N)      | 42  | 11 | 12 | 19 | 037:530 | −16   | 45     |
| 20.             | AD Alcorcón (N)        | 42  | 10 | 14 | 18 | 032:530 | −21   | 44     |
| 21.             | FC Andorra             | 42  | 11 | 10 | 21 | 033:530 | −20   | 43     |
| 22.             | FC Villarreal B        | 42  | 11 | 10 | 21 | 041:620 | −21   | 43     |
| Stand: Endstand |                        |     |    |    |    |         |       |        |

Platzierungskriterien: 1. Punkte – 2. Direkter Vergleich (Punkte, Tordifferenz, geschossene Tore) – 3. Tordifferenz – 4. geschossene Tore

| (A) | Absteiger aus der Primera División 2022/23    |
| (N) | Aufsteiger aus der Primera Federación 2022/23 |

## Play-offs
Der Dritte spielte gegen den Sechsten, der Vierte gegen den Fünften. Die jeweiligen Sieger nach Hin- und Rückspielen trafen im Anschluss ebenfalls in zwei Partien aufeinander, um den dritten Aufsteiger in die Primera División 2024/25 zu bestimmen. Die ranghöhere Mannschaft hatte jeweils im Rückspiel Heimrecht. Die Hinspiele fanden am 8. und 9., die Rückspiele am 12. und 13. Juni 2024 statt. Die Finalspiele wurden am 16. und am 23. Juni 2024 ausgetragen.
Halbfinale
|                    | Gesamt |                        | Hinspiel | Rückspiel |
| ------------------ | ------ | ---------------------- | -------- | --------- |
| Real Oviedo (6)    | 2:0    | SD Eibar (3)           | 0:0      | 2:0       |
| Sporting Gijón (5) | 0:1    | Espanyol Barcelona (4) | 0:1      | 0:0       |

Finale
|                 | Gesamt |                        | Hinspiel | Rückspiel |
| --------------- | ------ | ---------------------- | -------- | --------- |
| Real Oviedo (6) | 1:2    | Espanyol Barcelona (4) | 1:0      | 0:2       |

## Torschützenliste
Bei gleicher Anzahl an Toren sind die Spieler alphabetisch gelistet.
| Pl.               | Spieler             | Mannschaft         | Tore |
| ----------------- | ------------------- | ------------------ | ---- |
| 01.               | Martin Braithwaite  | Espanyol Barcelona | 22   |
| 02.               | Peque Fernández     | Racing Santander   | 18   |
| 03.               | Jon Bautista        | SD Eibar           | 17   |
| 04.               | Álex Forés          | FC Villarreal B    | 16   |
| 05.               | Carlos Martín       | CD Mirandés        | 15   |
| 05.               | Curro Sánchez       | Burgos CF          | 15   |
| 07.               | Juan Carlos Arana   | Racing Santander   | 13   |
| 07.               | Miguel de la Fuente | CD Leganés         | 13   |
| 07.               | Javi Puado          | Espanyol Barcelona | 13   |
| 10.               | Raúl García         | CD Leganés         | 12   |
| 10.               | Stoichkov           | SD Eibar           | 12   |
| Stand: Saisonende |                     |                    |      |